# Васильево (Кирилловский район)
Васильево — деревня в Кирилловском районе Вологодской области.
Входит в состав Алёшинского сельского поселения, с точки зрения административно-территориального деления — в Мигачевский сельсовет.
Расстояние до районного центра Кириллова по автодороге — 38 км, до центра муниципального образования Шиндалово по прямой — 15 км. Ближайшие населённые пункты — Рандач, Ладунино, Оносово, Попово.
По переписи 2002 года население — 14 человек.